# Тадини, Плачидо Мария
Плачидо Мария Тадини (англ. Placido Maria Tadini; 11 октября 1759, Монкальво, Сардинское королевство — 22 ноября 1847, Генуя, Сардинское королевство) — итальянский кардинал, босой кармелит. Епископ Бьеллы с 13 августа 1829 по 28 октября 1831. Апостольский администратор архиепархии Генуи с 28 октября 1831 по 2 июля 1832. Архиепископ Генуи с 2 июля 1832 по 22 ноября 1847. Кардинал-священник с 6 апреля 1835, с титулом церкви Санта-Мария-ин-Траспонтина с 9 апреля 1835.